# Phil Bennett (ragbista)
Philip Bennett (24. října 1948 – 12. června 2022, Felinfoel) je bývalý velšský ragbista, který hrál jako útoková spojka. V roce 2015 byl jmenován do Světové ragbyové síně slávy. Obdržel Řád britského impéria.
Za Wales odehrál 29 zápasů a získal 166 bodů (1969–1978). V roce 1976 a 1978 vyhrál Pohár 5 národů. V roce 1976 získal na Five Nations nejvíce bodů (38) a následující rok se o první s 24 body dělil s Irem Mikem Gibsonem. Jeho položení do brankoviště (try) proti Skotsku v roce 1977 na Poháru 5 národů byla zvoleno jako nejlepší v historii Walesu.
S Britskými a Irskými lvy se zúčastnil turné v roce 1974 a 1977. Ve druhém případě byl kapitánem. V obou případech byl hráčem, co si připsal za Lvy nejvíce bodů. Z prvního turné jich měl 26 a z druhého 18 bodů. Na klubové úrovni odehrál 413 zápasů za velšský celek Llanelli RFC, za který si připsal 2535 bodů (1966–1981). Odehrál i 20 zápasů za Barbarians.
Po konci kariéry byl ragbyovým komentátorem v rádiu, televizi i v novinách. V roce 2004 vydal svou biografii. V dubnu 2022 byla v jeho rodné obci Felinfoel odtajněna socha na jeho počest. Zemřel na rakovinu hrdla.